# Ernst Gehrhardt
Ernst Gehrhardt (* 19. April 1867 in Zella Sankt Blasii; † 14. Februar 1936 in Nordshausen-Siedlung am Brasselsberg) war ein deutscher Forstwissenschaftler, preußischer Oberforstrat und Hochschullehrer an der Forstlichen Hochschule Hann. Münden.
Ernst Gehrhardt legte 1887 am Realgymnasium in Meiningen sein Abitur ab. Während seines Studiums wurde Gehrhardt Mitglied beim Verein Deutscher Studenten München. Er wurde 1901 an der Universität Tübingen promoviert. Er übernahm nach der Ausbildung kommunale Oberförstereien in Koblenz und Vallendar. Aus dem französisch besetzten Rheinland wurde er nach 1919 ausgewiesen und arbeitete in der Forsteinrichtungsanstalt Magdeburg als Regierungs- und Forstrat. Er leitete dann von 1923 bis zur Pensionierung 1934 das Lehrforstamt Kattenbühl und als ordentlicher Professor das Institut für Forsteinrichtung und Ertragslehre an der Forstlichen Hochschule Hann. Münden. Gehrhardt war bereits vor 1933 in der NSDAP und unterzeichnete im November 1933 das Bekenntnis der deutschen Professoren zu Adolf Hitler. So unterstützte er die antisemitischen Aktionen der Forststudenten gegen den Kollegen Richard Falck.
Gehrhardts Ertragstafeln sind international bekannt geworden. Den Ertrag steigerte er durch den Schnellwuchsbetrieb im Forst.

## Schriften
- Die theoretische und praktische Bedeutung des arithmetischen Mittelstammes: nebst Anhang, Keyssner, Meiningen 1901 (= Dissertation).
- Ertragstafeln für Eiche, Buche, Tanne, Fichte und Kiefer, J. Springer, Berlin 1923.
- Ertragstafeln für reine und gleichartige Hochwaldbestände von Eiche, Buche, Tanne, Fichte, Kiefer, grüner Douglasie und Lärche, J. Springer, Berlin 1930.
- Eine Studie über die Inhaltsermittlung von Probestämmen, Parey, Berlin 1932.